# Feux de la Saint-Jean à Mons
Feux de la Saint-Jean à Mons sont un ensemble de manifestations qui ont pour but de célébrer la Fête de la Saint-Jean. Ils se déroulent à Mons en Belgique et constituent le deuxième évènement le plus important de la ville de Mons après la Ducasse de Mons.

## Origine
Autrefois, Mons célébrait la Saint-Jean par l'allumage de feux dans chaque quartier de la ville. Cette fête a été plusieurs fois en péril pour diverses raisons. En effet, il a été interdit de célébrer la fête de la Saint-Jean à Mons par un décret départemental du 2 prairial de l'an VI à la suite des hostilités envers tous ceux qui étaient religieux. La fête a été rétablie en 1801 mais, en 1821, les autorités interdisent l'allumage des feux pour fêter la Saint-Jean en raison d'un risque trop élevé d'incendie.
Il faut attendre le 24 juin 1990 pour que les Feux de la Saint-Jean soient à nouveau organisés à Mons grâce à une organisation montoise sans but lucratif, "Les Feux de la Saint-Jean" .

## Déroulement
Feux de la Saint-Jean à Mons se déroulent actuellement fin juin et durent deux jours du vendredi soir au samedi soir.
Le vendredi au soir, un grand banquet citoyen et des concerts sont organisés à la Place Nervienne, face aux anciennes casemates.
Le samedi après-midi, la Place est ouverte au public pour qu'il participe à différentes animations.  
Le samedi soir, des concerts se font entendre et un grand cortège aux flambeaux - accompagné de figurants en costume - défile dans certaines rues de Mons. Le moment fort des Feux de la Saint-Jean à Mons est lorsque ce cortège arrive sur la Place Nervienne et que le public jette son flambeau au cœur d'un grand bûcher fait de branches d'arbres afin de pouvoir l'embraser.

## Thèmes
Depuis 2014, les Feux de la Saint-Jean à Mons ont eu différents thèmes en rapport avec les quatre éléments (l'eau, l'air, la terre et le feu) symbolisés ici par des "tribus".
| Année | Thèmes                        |
| ----- | ----------------------------- |
| 2014  | La Légende des 3 Tribus       |
| 2015  | La Nuit des Tribus            |
| 2016  | La Prophétie des Tribus       |
| 2017  | Les Pouvoirs des 3 Tribus     |
| 2018  | L'Extinction des Tribus       |
| 2019  | Mozaïk, la quatrième          |
| 2020  | Pas d'édition                 |
| 2021  | Pas d'édition                 |
| 2022  | Retour aux sources            |
| 2023  | La Traversée du Nouveau Monde |
| 2024  | Les Feux de la Saint-Jean     |